# Jöckern-Haus
Das Jöckern-Haus war ein 1550 und 1551 erbautes repräsentatives Wohnhaus, das vor den Mauern der Hansestadt Wesel lag. Es wurde von einem wohlhabenden Kaufmann erbaut und hatte bis 1892 Bestand.

## Lage
Im 16. Jahrhundert gliederte sich die Hansestadt Wesel im Wesentlichen in die mittelalterliche Altstadt und die östlich davon liegende Mathena-Vorstadt, welche gemeinsam nur einen Teil des heutigen Innenstadtkerns einnahmen. Altstadt und Vorstadt waren durch eine Mauer voneinander getrennt. Das Jöckern-Haus lag unmittelbar östlich der Altstadtmauer und unmittelbar südlich der Befestigung der Vorstadt, also direkt außerhalb der beiden ummauerten Stadtbereiche. In direkter Nähe befand sich das Kreuztor, welches einen südlichen Zugang zur Mathena-Vorstadt bildete. Aus heutiger Sicht lag es zwischen der Mauer-Viehtor-Straße und der Straße Auf dem Dudel, von wo aus sich das Grundstück in südliche Richtung ausdehnte. Unweit östlich verläuft zudem die heutige Kreuzstraße.

## Geschichte
Derick van Joeckeren (auch van Jöckern) erwarb 1544 vor der Stadtmauer ein Gartengrundstück, auf dem einige Jahre später das nach seiner Familie benannte Haus gebaut wurde. Van Joeckeren war langjähriges Mitglied im Stadtrat sowie Schöffe und war als Kaufmann zu beträchtlichem Vermögen gekommen. Am 9. Juli 1549 wurden ihm durch die Stadt besondere Rechte für das bisherige Gartengrundstück eingeräumt, die es ihm ermöglichten, dort im Frühjahr 1550 mit dem Bau des Herrenhauses zu beginnen. 1551 wurde die Bauphase fertiggestellt. Es handelte sich um ein Wohnhaus, das hinsichtlich seiner Größe jedoch etwa dem im vorherigen Jahrhundert Weseler Herzogschloss entsprach. Das Haupthaus war mit einem Treppenturm ausgestattet. Einen solcher Treppenturm existierte auch am historischen Rathaus von Wesel, sonst jedoch an keinem anderen Gebäude der Stadt. Dieser Turm war an das Jöckern-Haus angebaut und hatte eine Höhe von rund 25 Metern. Auf dem Grundstück befanden sich außerdem ein Gartenhaus, eine Scheune und ein Stall sowie eine Gartenfläche. Viele zeitgenössische Darstellungen Wesels rückten das Jöckern-Haus besonders in den Blickpunkt.
Bedingt durch die Lage direkt außerhalb von Alt- und Vorstadt wurden der Zugang zum Haus und die Auswirkung des Hauses auf die Stadtbefestigung zur Streitfrage. Anfänglich erfolgte der Zugang zum Haus durch einen Eingang in der Mauer im Bereich des Kreuztors. Durch den Umbau des Kreuztores zu einer Doppeltoranlage lag dieser Zugang zwischen den beiden Toren, wodurch der Zugang auf die Öffnungszeiten des Stadttors beschränkt wurde. Van Joeckeren erhielt eine vorläufige Erlaubnis, ein eigenes kleines Tor in die an Grundstück angrenzende Mauer hineinzubrechen. Später wurde dieses Tor auf Veranlassung der Stadt jedoch zugemauert. Zwischen van Joeckerens Schwiegertochter Gertrud Hoet und Verantwortlichen der Stadt eskalierte der Streit darüber. Dies soll 1596 dazu geführt haben, dass Hoet 1596 einen Beauftragten der Stadt gefangen nahm und Gewalt gegen ihn anwendete.
Im 17. Jahrhundert kam es zu mehrfachen Eigentümerwechseln und der bauliche Zustand des Gebäudes verschlechterte sich deutlich. Um 1700 kam das Haus in den Besitz des preußischen Freiherrn von der Heiden, welcher der Kommandant der Festung Wesel war und das Gebäude ausbauen ließ. Im Inneren richtete er unter anderem einen Konzertsaal und einen Spiegelsaal ein. 1776 kam das bisherige Wohnhaus in den Besitz der klevisch-märkischen Landesstände und wurde zu einem Zuchthaus umgebaut. Ab dem frühen 19. Jahrhundert wurde es durch das preußische Militär als Lazarett genutzt. 1892 wurde das Gebäude abgerissen.